# Europese kampioenschappen indooratletiek 2023 – Polsstokhoogspringen mannen
Het polsstokhoogspringen voor mannen op de Europese indoorkampioenschappen van 2023 vond de kwalificatie plaats op 4 maart en op 5 maart 2023 de finale en werd gehouden op de shorttrackbaan van Ataköy Arena in Istanbul in Turkije. Het was de vijfendertigste keer dat dit onderdeel op het programma stond.
Het polsstokhoogspringen voor mannen werd gewonnen door de Noor Sondre Guttormsen in 5,80 meter. Het zilver werd gedeeld door de Griek Emmanouil Karalis en de Pool Piotr Lisek dat allebei 5,80 meter sprongen. Guttormsen had in de finale de meeste geldige sprongen en won daardoor het goud.

## Records
Voorafgaand aan het toernooi waren dit het wereldrecord, Europees record, kampioenschapsrecord en de wereld-, Europese leiding.
| Wereldrecord         | Armand Duplantis | 6,22 | Clermont-Ferrand | 25 februari 2023 |
| Europees record      | Armand Duplantis | 6,22 | Clermont-Ferrand | 25 februari 2023 |
| WL                   | Armand Duplantis | 6,22 | Clermont-Ferrand | 25 februari 2023 |
| EL                   | Armand Duplantis | 6,22 | Clermont-Ferrand | 25 februari 2023 |
| Kampioenschapsrecord | Armand Duplantis | 6,05 | Toruń            | 7 maart          |

## Resultaten

### Kwalificatieronde
Kwalificatieregels: behalen van de kwalificatiestandaard van 5,75 (Q), of deel uitmaken van de 8 best presterende atleten (q).
| Rang | Naam                  | Land        | 5,20 | 5,40 | 5,55 | 5,65 | 5,75 | Resultaat | Bijz. |
| ---- | --------------------- | ----------- | ---- | ---- | ---- | ---- | ---- | --------- | ----- |
| 1    | Emmanouil Karalis     | Griekenland | –    | o    | o    | o    | o    | 5,75      | Q     |
| 1    | Torben Blech          | Duitsland   | –    | xo   | o    | o    | o    | 5,75      | Q     |
| 3    | Ben Broeders          | België      | –    | o    | o    | xo   | o    | 5,75      | Q     |
| 4    | Claudio Stecchi       | Italië      | –    | o    | o    | o    | xo   | 5,75      | Q     |
| 5    | Ethan Cormont         | Frankrijk   | –    | o    | xo   | o    | xo   | 5,75      | Q, SB |
| 6    | Sondre Guttormsen     | Noorwegen   | –    | o    | –    | o    | xx–  | 5,65      | q     |
| 6    | Pål Haugen Lillefosse | Noorwegen   | –    | o    | o    | o    | xxx  | 5,65      | q     |
| 6    | Piotr Lisek           | Polen       | –    | o    | o    | o    | xxx  | 5,65      | q     |
| 6    | Bo Kanda Lita Baehre  | Duitsland   | –    | o    | o    | o    | xx–  | 5,65      | q     |
| 10   | Thibaut Collet        | Frankrijk   | –    | o    | xo   | o    | xxx  | 5,65      |       |
| 11   | Ersu Şaşma            | Turkije     | –    | xxo  | o    | xxx  |      | 5,55      | SB    |
| 12   | Menno Vloon           | Nederland   | –    | xxo  | o    | xxx  |      | 5,55      |       |
| 13   | Dominik Alberto       | Zwitserland | o    | o    | xxx  |      |      | 5,40      |       |
| 14   | Urho Kujanpää         | Finland     | xo   | xo   | xxx  |      |      | 5,40      |       |
| 15   | Valentin Lavillenie   | Frankrijk   | –    | xxo  | –    | x–   | xx   | 5,40      |       |
| 16   | Robert Renner         | Slovenië    | xo   | xxx  |      |      |      | 5,20      | SB    |
|      | Gillian Ladwig        | Duitsland   | o    | xxx  |      |      |      | NM        |       |

### Finale
| Rang   | Atleet                | Land        | 5,40 | 5,60 | 5,70 | 5,80 | 5,85 | 5,91 | Resultaat | Bijz. |
| ------ | --------------------- | ----------- | ---- | ---- | ---- | ---- | ---- | ---- | --------- | ----- |
| Goud   | Sondre Guttormsen     | Noorwegen   | o    | –    | o    | o    | xx–  | x    | 5.80      |       |
| Zilver | Emmanouil Karalis     | Griekenland | o    | xo   | o    | o    | xxx  |      | 5.80      |       |
| Zilver | Piotr Lisek           | Polen       | o    | o    | x–   | o    | xxx  |      | 5.80      | SB    |
| 4      | Torben Blech          | Duitsland   | xo   | o    | xo   | o    | xxx  |      | 5.80      |       |
| 5      | Ethan Cormont         | Frankrijk   | o    | o    | o    | xxx  |      |      | 5.70      |       |
| 6      | Claudio Stecchi       | Italië      | –    | o    | xo   | x–   | xx   |      | 5.70      |       |
| 7      | Pål Haugen Lillefosse | Noorwegen   | o    | o    | x–   | x–   | x    |      | 5.60      |       |
| 8      | Ben Broeders          | België      | o    | xxo  | –    | xxx  |      |      | 5.60      |       |
| 9      | Torben Blech          | Duitsland   | o    | xxx  |      |      |      |      | 5.40      |       |

o geldige poging | x ongeldige poging | - poging overgeslagen | NM Geen geldig resultaat | WR Wereldrecord | CR Kampioenschapsrecord | AR Continentaal record | NR Nationaalrecord | WL Wereldleiding | EL Europese leiding | SB Beste seizoenprestatie | =SB Evenaring beste seizoenprestatie | PB Persoonlijk record | =PB Evenaring persoonlijk record